# Rinconada (Argentina)
Rinconada es una localidad del Altiplano argentino, situada en el oeste de la provincia de Jujuy y cabecera del departamento Rinconada.
Por su altitud de 4320 m s. n. m., es una de las localidades más elevadas de la República Argentina.

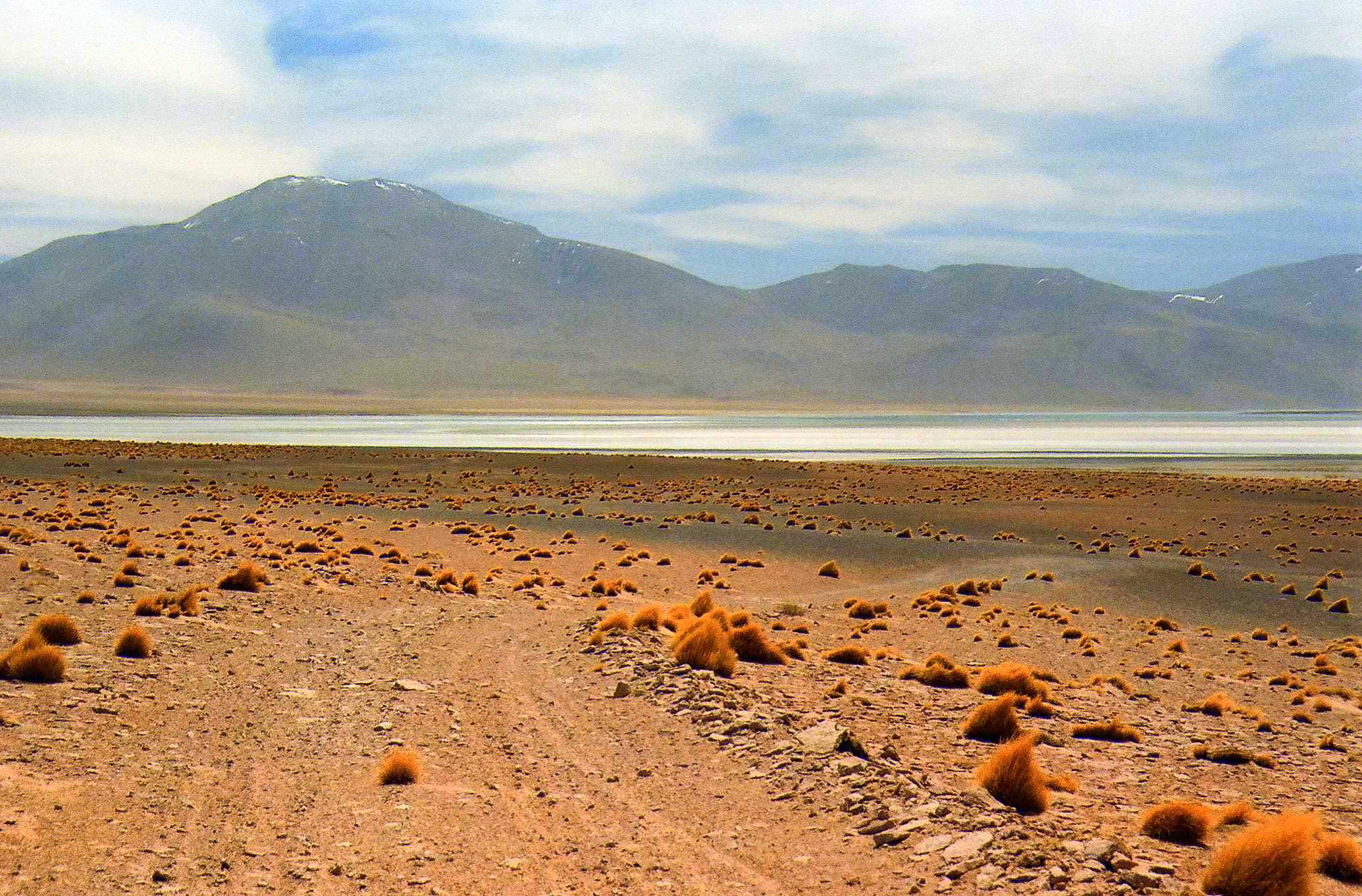
Laguna y Cerro Vilama

Se accede al poblado por camino consolidado de 62 km (ruta provincial 7) que comienza 4 km al norte de Abra Pampa, sobre la RN 9.
En el trayecto se encuentra la laguna de los Pozuelos, que con su entorno constituye el área protegida Monumento natural Laguna de los Pozuelos de 150 km².

## Historia
Originalmente llamado Rinconada de Oro, fue un poblado fundado por los españoles en el siglo XVIII aproximadamente. Su origen está estrechamente ligado al Pucará de Rinconada, un antiguo asentamiento incaico que fue cabecera de una intensa explotación minera en la región concentrada en las vetas de oro allí existentes.
Durante el siglo XVIII se construye el caserío que albergó las primeras autoridades locales, como producto de una encomienda con sede en Yavi. Su primer alcalde mayor, gobernador y capitán fue don Miguel Bernárdez de Obando, miembro de la familia encomendera de una gran parte de la puna jujeña.
La primera iglesia de la localidad fue edificada en 1670, sin embargo, documentos más tardíos señalan la fundación de la Iglesia de San José, que fue construida durante la segunda mitad del siglo XVIII. Hacia finales del siglo XIX la iglesia se encontraba en mal estado y pasa por un proceso de restauración en 1930. 
En la misma manzana se encuentra el Cabildo de Rinconada, también edificado en el siglo XVIII que junto con la iglesia forman parte de un mismo complejo arquitectónico.

## Población
Cuenta con 351 habitantes (Indec, 2010), lo que representa una disminución del 0.41% frente a los 364 habitantes (Indec, 2001) del censo anterior.
| Gráfica de evolución demográfica de Rinconada entre 1991 y 2010 |
|                                                                 |
| Fuente: censos nacionales del INDEC                             |

## Parroquias de la Iglesia católica en Rinconada
| Prelatura territorial | Humahuaca |
| --------------------- | --------- |
| Parroquia             | San José  |